# Liman (Barranca)
Liman es un caserío peruano ubicado en el distrito de Supe, perteneciente a la provincia de Barranca del departamento de Lima, en la costa central del Perú. 

## Ubicación
Liman se ubica al sur de la provincia de Barranca, en el distrito de Supe, en el departamento de Lima.

## Demografía
En 2017 Liman tenía una población de 112 habitantes.
| Gráfica de evolución demográfica de Liman entre 1993 y 2017 |
|                                                             |
| Fuentes: Población 1993 (Liman Alto y Liman Bajo) y 2017    |